# Пульмо
Пульмо́ — село в Україні, у Шацькій селищній територіальній громаді Ковельського району Волинської області. Населення становить 1400 особи.
Орган місцевого самоврядування — Шацька селищна рада.

## Географія
Село розташоване між двома озерами: Пулемецьким і Світязь, також неподалік знаходяться озера Климівське і Чорне Мале.

## Історія
Назва села має давню балтську основу.
Перша писемна згадка про село належить до 1414 року.
У травні 1862 року селяни відмовились виконувати феодальні повинності, що передбачались уставними грамотами.

У книзі Олександра Цинкаловського «Стара Волинь і Волинське Полісся» про село наявна така інформація: 
| | \| ПУЛЬМО, село, Володимирський пов. (в документах часом під назвою Пульма). Село положене на вузькому перешийку між Пульменським і Свитяжським озерами, 114 км від м. Володимира. Ґрунти легкі і піскуваті. В кінці 19 ст. було там 205 домів і 1,703 жителів, дерев’яна церква з початку 20 ст. на місці старої з 18 ст., волосне правління, пошта. На піскових надмах знаходять кремінні знаряддя з неоліту і мезоліту. За переписом 1911 р. в селі П. було 1,601 жителів, волость, 5 харчових крамниць, 1 горілчана крамниця і 4 ярмарки річно. До великої зем. власности гр. Платерів де Броель належало там 1,944 дес.[4] \| |
| ПУЛЬМО, село, Володимирський пов. (в документах часом під назвою Пульма). Село положене на вузькому перешийку між Пульменським і Свитяжським озерами, 114 км від м. Володимира. Ґрунти легкі і піскуваті. В кінці 19 ст. було там 205 домів і 1,703 жителів, дерев’яна церква з початку 20 ст. на місці старої з 18 ст., волосне правління, пошта. На піскових надмах знаходять кремінні знаряддя з неоліту і мезоліту. За переписом 1911 р. в селі П. було 1,601 жителів, волость, 5 харчових крамниць, 1 горілчана крамниця і 4 ярмарки річно. До великої зем. власности гр. Платерів де Броель належало там 1,944 дес. | |

У 1906 році в селі, яке було тоді центром Пульменської волості Володимир-Волинського повіту, було 478 дворів, проживало тут 1736 осіб. Поштовою адресою було місто Любомль.
Під час Першої світової війни село було повністю спалено.
До 2019 року Пульмо — адміністративний центр Пульмівської сільської ради.
12 червня 2020 року, відповідно до розпорядження Кабінету Міністрів України № 708-р «Про визначення адміністративних центрів та затвердження територій територіальних громад Волинської області», увійшло до складу Шацької селищної територіальної громади.
19 липня 2020 року, в результаті адміністративно-територіальної реформи та ліквідації Шацького району, село увійшло до новоутвореного Ковельського району.

## Населення
Згідно з переписом УРСР 1989 року чисельність наявного населення села становила 1455 осіб, з яких 720 чоловіків та 735 жінок.
За переписом населення України 2001 року в селі мешкало 1405 осіб.

### Мова
Розподіл населення за рідною мовою за даними перепису 2001 року:
| Мова       | Відсоток |
| ---------- | -------- |
| українська | 98,57 %  |
| російська  | 1,21 %   |
| білоруська | 0,14 %   |
| угорська   | 0,07 %   |

## Релігія
- Православна церква святого Миколая (УПЦ МП), яка збудована у 1896 році[11] і є пам'яткою архітектури місцевого значення[12], та цвинтарна каплиця, споруджена у 1900 році.
- Молитовний будинок протестантської громади ХВЄ[13].
- Римо-католицька каплиця Непорочного Серця Пресвятої Діви Марії, збудована у 2014-2016 роках в дитячому таборі Карітас-Спес Україна[14].

## Соціальна інфраструктура
У селі діють:
- загальноосвітня школа І-ІІІ ступенів;
- дитячий садок;
- будинок культури;
- бібліотека;
- фельдшерсько-акушерський пункт;
- поштове відділення;
- кілька магазинів[15].

## Світлини

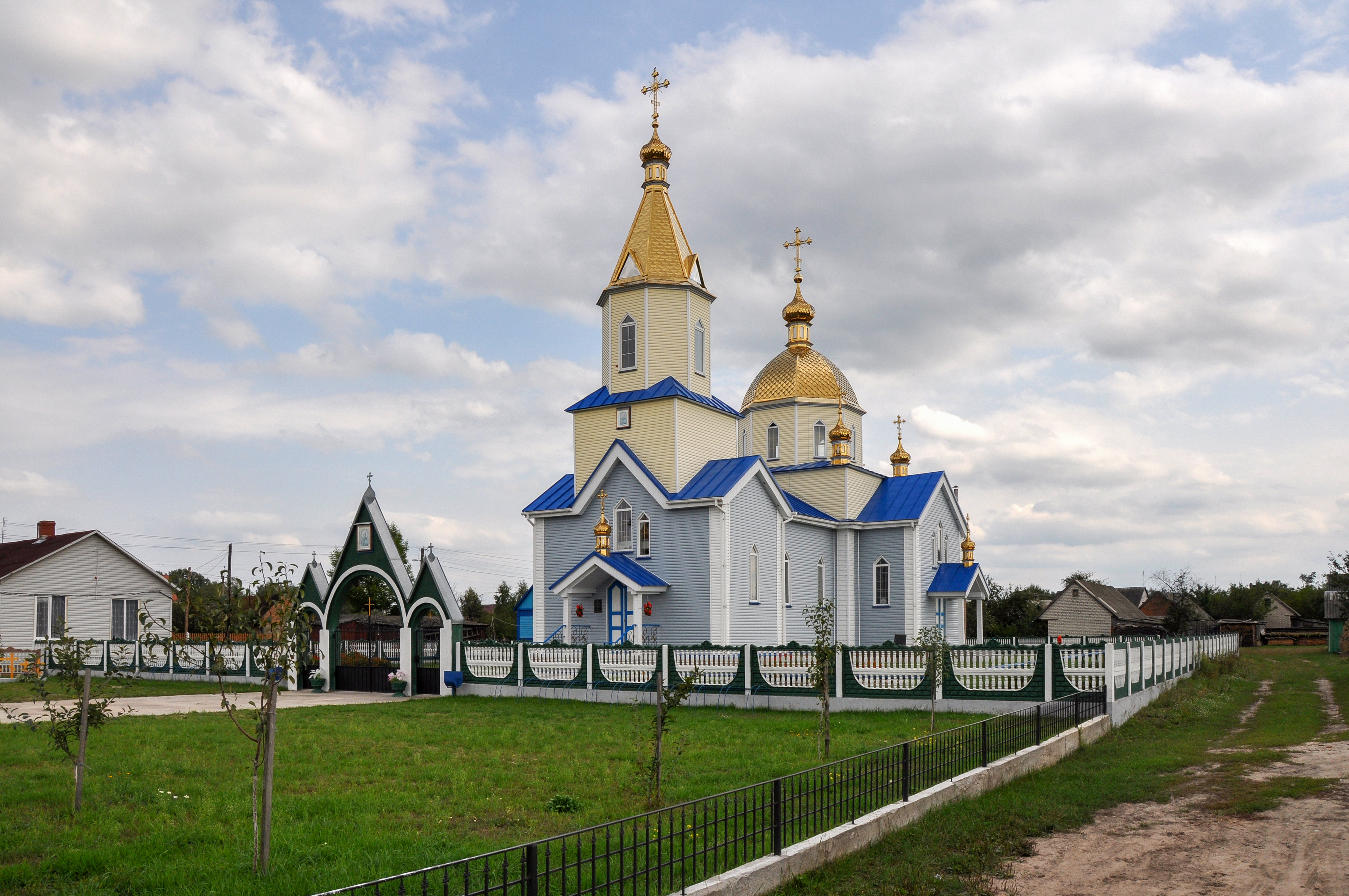
Церква святого Миколая
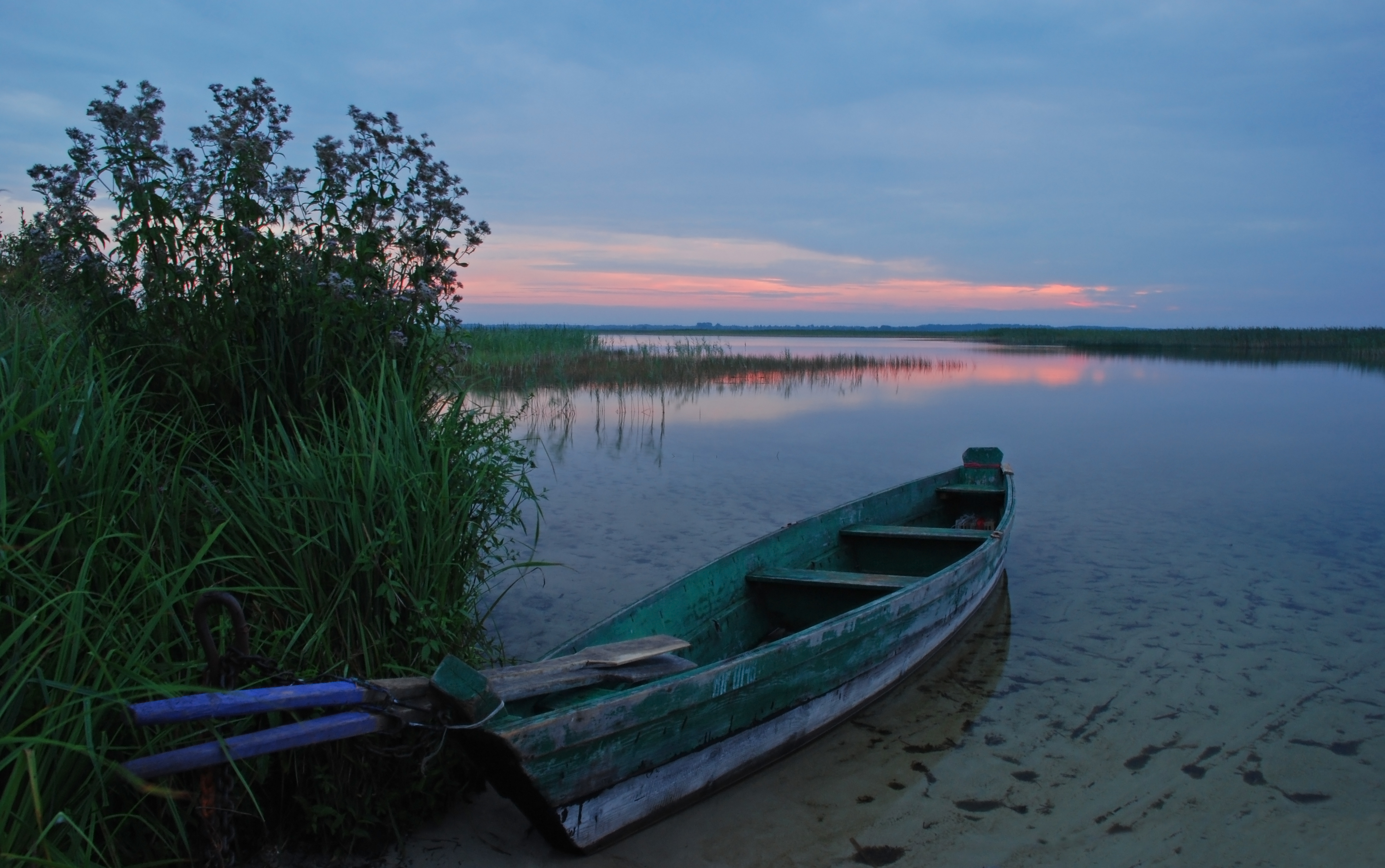
Озеро Світязь поблизу села
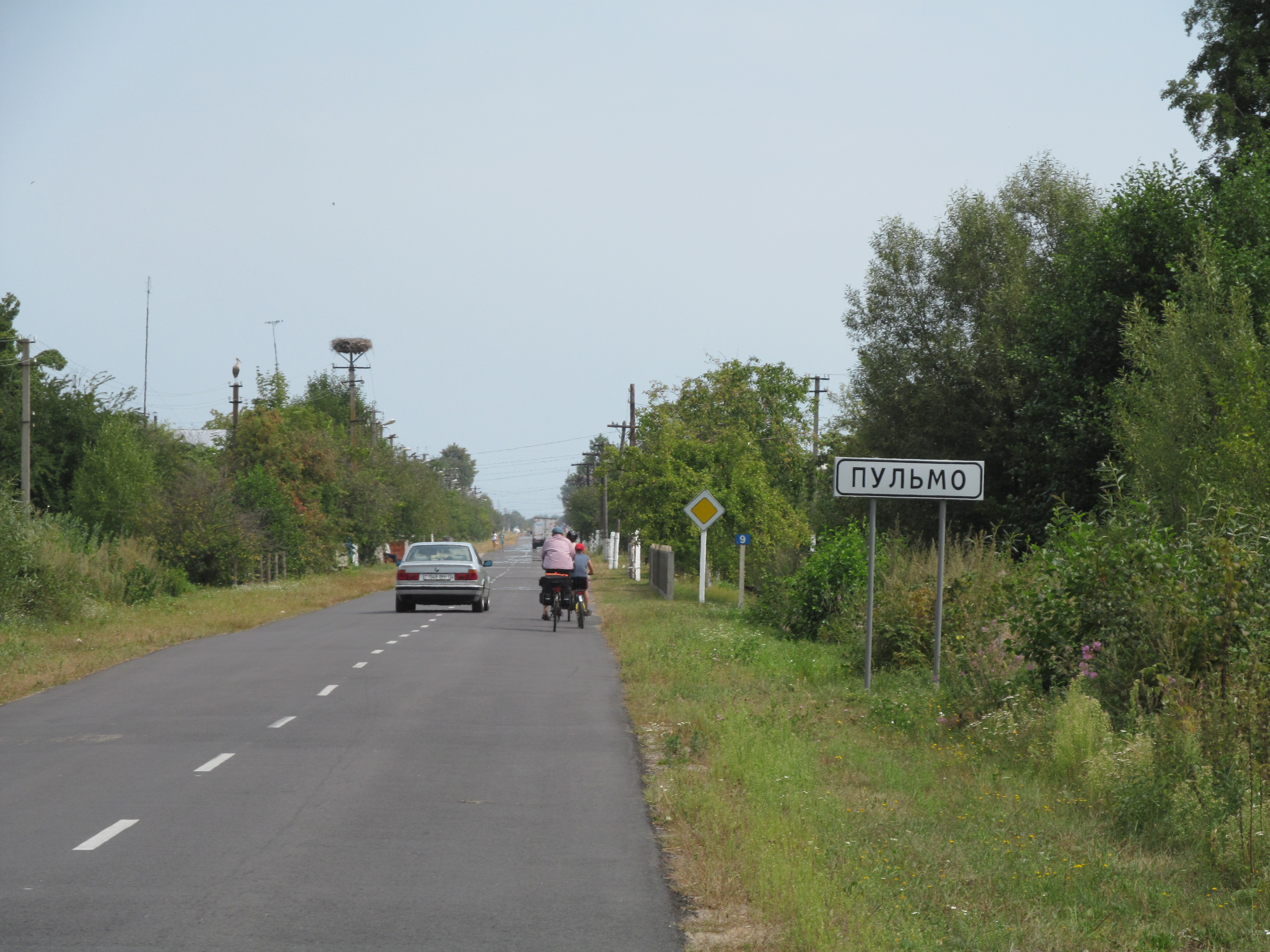
В'їзд в Пульмо зі сторони Залісся
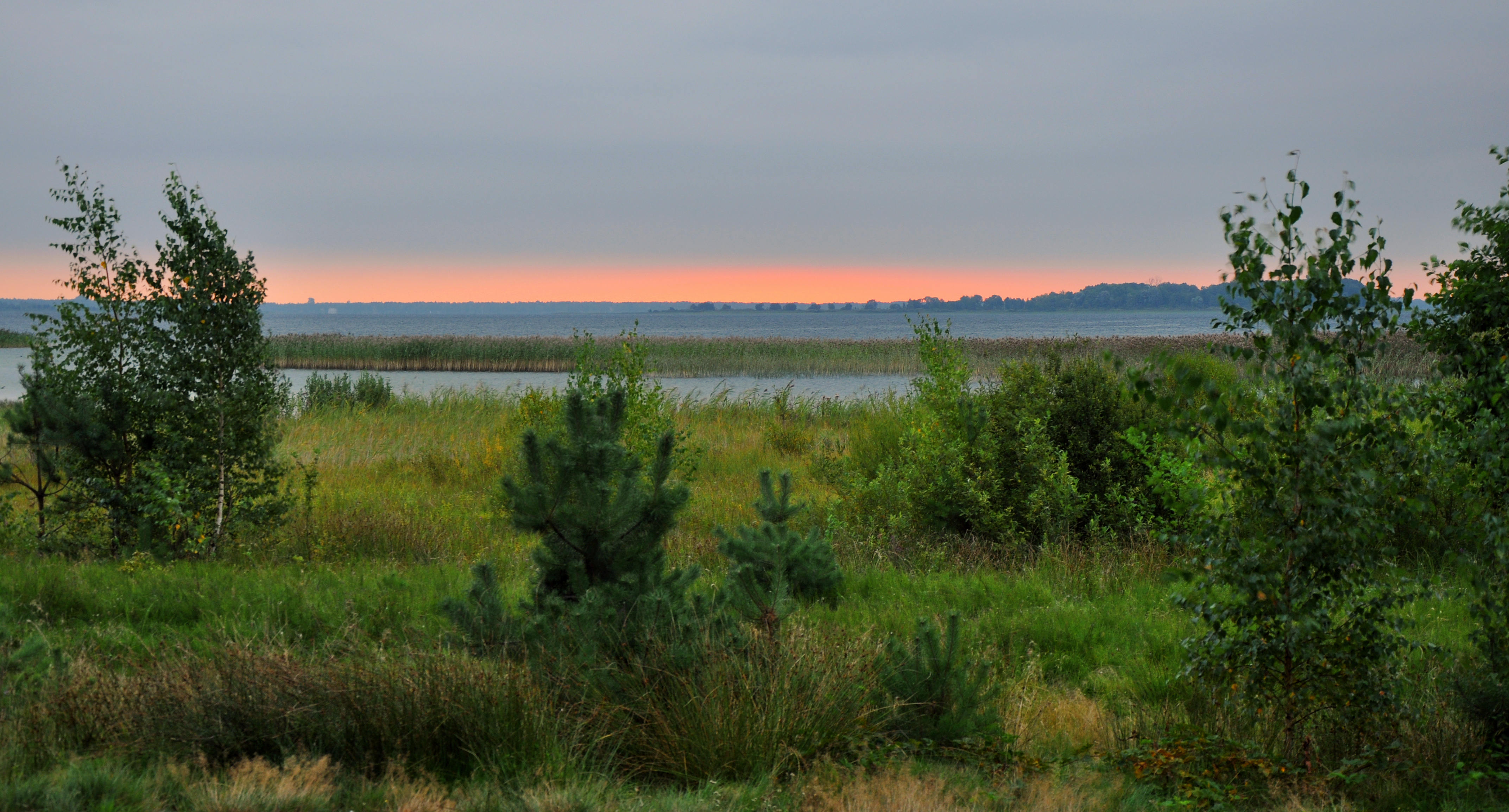
Світанок на Світязі поблизу села